# Área de conservación Pacífico Central
El área de conservación Pacífico Central (ACOPAC) es un área que cubre parcialmente el Pacífico Central de Costa Rica y forma parte del Sistema Nacional de Áreas de Conservación.

## Áreas protegidas
- Humedal Estero Puntarenas y Manglares Asociados
- Humedal Marino Playa Blanca
- Parque nacional Carara
- Parque nacional Isla San Lucas
- Parque nacional La Cangreja
- Parque nacional Manuel Antonio
- Refugio de Vida Silvestre Cerro Redondo (Privado)
- Refugio de Vida Silvestre Finca Baru del Pacífico (Mixto)
- Refugio de Vida Silvestre Hacienda La Avellana
- Refugio de Vida Silvestre La Ensenada (Mixto)
- Refugio de Vida Silvestre Peñas Blancas
- Refugio de Vida Silvestre Playa Hermosa-Punta Mala
- Refugio de Vida Silvestre Portalon (Mixto)
- Refugio de Vida Silvestre Transilvania (Privado)
- Reserva Biológica Isla Pájaros
- Zona Protectora Cerro El Chompipe
- Zona Protectora Montes de Oro
- Zona protectora Tivives